# Земља Вјатка
Земља Вјатка је била део средњовековне Русије у сливу реке Вјатка, приближно одговара савременој Кировској области. Док су Пермци били њени првобитни становници, постепено су га насељавали Руси, чији се долазак традиционално датира у касни 12. век. Земља Вјатка, будући да је географски изолована од остатка руских земаља, понекад је прихватала суверенитет руских кнежевина и турско-монголских држава (татарски канати), али је дефакто уживала велики степен независности све док је није припојило Велико кнежевство Москве 1489.

## Историја
Удмурти су насељавали Вјатску земљу пре доласка руских досељеника. Према Легенди о Вјатској земљи, они су дошли из Новгорода 1174. године, освојили Котелнич и Никуљицин уз натприродну помоћ светаца Бориса и Глеба и основали Хлинов, који је постао главно насеље Вјатске земље (које се често назива и Вјатка). Овај извештај су оспоравали неки историчари који сматрају да је Легенда много каснији и непоуздани извор. Насеље Руса се појављује у археолошким записима 11.–13. века и интензивира се после монголске инвазије на Кијевску Русију. Прво неоспорно помињање Вјатке у руским хроникама датира из 1374. године, када је група ушкујника из Вјатке извршила препад на Сарај. Према удмуртској легенди, Удмурти који су живели у насељу на месту будуће Вјатке спалили су своје светилиште и мигрирали на исток до реке Чепце.
Татарски принц Бектут је освојио Вјатску земљу 1390-их. Неки од становника су убијени, а други заробљени. Десет година касније кнез Симеон Дмитревич од Суздаља владао је у Вјатки, вероватно као вазал Златне Хорде. Постојало је ривалство између Вјатке и Устјуга, што је довело до неколико битака вођених крајем 14. и почетком 15. века.
Негде у првој половини 15. века Василиј I, велики кнез Москве је одузео Вјатску земљу од суздаљских лозних кнезова и предао је свом брату Јурију заједно са Галичем . Јуриј је живео у овом другом и послао заменика у Вјатку. Утврдио је Хлинов (Вјатка), Котелнич и Орлов и након тога су се сматрали градовима. Вјатка је подржала Јурија и његовог сина Дмитрија Шемјаку против Василија II у грађанском рату у Москви. Јона, митрополит кијевски и целе Русије, оптужио је народ Вјатке за суровост, уништавање цркава и продају заробљеника у ропство 1452. и организовао је неколико похода за покоравање Вјатке. Прва два похода су била неуспешна – московски генерали су наводно били подмићени – а успех је остварен у трећем походу лансираном 1459. године. Московска војска је заузела Котелнич и Орлов и опседала Вјатку док се није предала. Прихваћена је власт Москве и плаћање данка.
Вјатка је остала полунезависна чак и након што је формално прихватила власт великог кнеза Москве. Борили су се заједно са другим московским снагама против Казанског каната 1468. године, али је тадашњи кан Ибрахим Казански послао своје трупе у Вјатку и извукао обећање да неће помагати Москви против Казања. Када је Иван III следеће године окупио снаге да нападне Казањн, Вјатка је одбила да се придружи руским снагама, позивајући се на обећање дато Ибрахиму. Године 1485. само демонстрација силе натерала је Вјатку да се придружи још једном походу Московља на Казањ. Вјачане су извршиле препад и на татарску и на руску земљу: 1471. су опљачкали Сарај, а 1480-их два пута су напали московске земље на Северној Двини. Иван III је 1489. године послао војску да покори Вјатку под командом Даниила Шчење. Котелнич и Орлов су узети без отпора. Хлинов је опкољен 16. августа. Хлиновски угледници уручили су поклоне московским генералима и понудили послушност великом кнезу. Генерали су тражили да им предају три атамана. О томе се расправљало два дана у граду и Вјачан је на крају одбио захтев. Московска војска је започела припреме за опсаду, због чега се Хлинов предао. Три атамана су одсечена у Москви, вјатски угледници пресељени су на јужну границу Московије, а трговци су пресељени у Дмитров.
Оскудност информација о Вјатки навела је Николаја Костомарова да примети да „нема ничег опскурнијег у руској историји од богатства Вјатке и њеног региона“.

## Влада
Вјатска земља је у великој мери била самоуправна; међутим, природа њене власти није поуздано позната. Локални лидери (земские воеводы / zemskiye voyevody) су очигледно бирани и понекад се поистовећују са атаманима који су били на челу војних кампања и рација. У сачуваним изворима нема експлицитних помена вече у Вјатки, а мишљења историчара о његовом постојању се разликују. Николај Костомаров и неки постсовјетски историчари веровали су да је то највиши ауторитет у Вјатки, док су совјетски историчари тврдили да нема доказа о постојању вече.